# Mobile megye
Mobile megye az Amerikai Egyesült Államokban, azon belül Alabama államban található. Az állam legszélső délnyugati sarkában található Mobile megyében található Alabama egyetlen tengeri kikötője , és az állam második legnépesebb megyéje. A megyét áthatja a történelem, a franciák, a spanyolok és a britek foglalták el , mielőtt 1813-ban az Egyesült Államokhoz csatolták. Mobile városát, Alabama állam első európai települését és az Egyesült Államok egyik legrégebbi városát 1702-ben alapították. A város és a megye is erről a településről kapta a nevét, amelyet For de la Mobile-nak neveztek.
A francia uralma alatt a város rövid ideig Louisiana francia gyarmat fővárosa volt, és az ország első Mardi Gras ünnepének ad otthont. A Mobile, amely régóta jelentős tengeri kikötő és kereskedelmi központ volt, az ipari növekedés nagy időszakát élte meg a huszadik században. A Mobile Countyt egy háromtagú bizottság irányítja, amelyeket egyidejűleg négy évre választanak meg. A Mobile otthont ad az amerikai baseball hosszú távú home run bajnokának, Hank Aaronnak is , akinek rekordja csaknem negyedszázadig tartott 2007-ig. Mobile-i kiskorabeli otthona ma múzeumként működik . Megyeszékhelye és legnagyobb városa Mobile. Lakosainak száma 414 809 fő (2020. április 1.). Mobile megye Washington, Baldwin, Jackson, George és Greene megyékkel határos.

## Történet
A Mobil megyévé váló területnek színes gyarmati történelme volt. A franciák, a spanyolok, a britek és végül az Egyesült Államok különféle ellenőrzése alatt álló terület és legnagyobb városa, Mobile számos kulturális változásnak adott otthont, mielőtt hivatalosan megyeként megalakult. A Mobile Countyt Mississippi Terület kormányzójának, David Holmesnak a kikiáltásával hozták létre 1812. december 18-án, nem sokkal azután, hogy az Egyesült Államok Kongresszusa annektálta Nyugat-Florida Mobil kerületét . Spanyolország kezdetben fenntartotta igényét a területre, békésen együtt élve az amerikaiakkal a területen. A következő évben azonban James Wilkinson tábornok katonai erővel elfoglalta a körzetet, és a spanyol parancsnok 1813. április 13-án feladta helyőrségét. Mobile megye északi része ad otthont a MOWA (Mobile and Washington County) Choctaw indiánoknak , akiknek ősei a térségben telepedtek le, miután a Creek-háború befejeződött. A szövetségi kormány elismerése alapján a csoportot 1979-ben hivatalosan Alabama törzseként ismerték el, így a MOWA-k jogosultak voltak olyan szolgáltatásokra, mint az oktatás és a lakhatás.
Az amerikai irányítás alá kerülése után  Mobile kikötőként virágzott, a gőzhajó -technológia növekvő használata lehetővé tette a folyami szállítást. Az 1850-es évekre a Mobile New Orleans után a második helyen állt a déli tengeri kikötők között az Öböl partján, és hatalmas vízelvezető területről exportált fűrészárut és gyapotot az állam belsejébe. A Mobile révén Alabama egyenletes kereskedelmet tudott fenntartani Európával és Nyugat-Indiával egészen a polgárháborúig . Bár Mobile a háború legvégéig elkerülte az uniós csapatok megszállását, a Mobile Bay-i csata 1864-ben a Konföderációs Haditengerészet vereségét és a Mobile körüli erődök elfoglalását eredményezte. A pletykák szerint David Farragut uniós admirális ebben a csatában kiáltotta a híres kiáltást: "A fenébe a torpedók, teljes sebességgel előre!"

## Népesség
Alabama második legnépesebb megyéje, 2020-ban Mobile County lakossága 414 809 fő volt. A válaszadók 58,0 százaléka fehérnek, 36,1 százaléka afroamerikainak, 2,9 százaléka spanyolajkúnak, 2,2 százaléka két vagy több rasszúnak, 1,9 százaléka ázsiainak és 0,7 százaléka indiánnak vallotta magát. A megyeszékhely, Mobile a megye legnagyobb városa, becsült lakossága 187 041. A megye további népesedési központjai közé tartozik Prichard , Saraland , Chickasaw , Satsuma , Citronelle , Bayou La Batre , Semmes és Creola . A háztartások medián jövedelme 49 625 dollár volt, szemben az állam egészére vonatkozó 52 035 dollárral, az egy főre jutó jövedelem pedig 26 778 dollár volt, szemben az állam egészének 28 934 dollárjával.
A megye népességének változása:
| Lakosok száma | 413 290 | 412 989 | 413 590 | 414 079 | 415 395 | 414 809 |
|               | 2010    | 2011    | 2012    | 2013    | 2015    | 2020    |

## Gazdaság
Mobile megye gazdaságát a polgárháború után a Mobile Port sikere vezérelte, ahol a hajózási csatorna elmélyült és a hajógyártás megnövekedett. A kikötő mint jelentős elosztóközpont sikerét a vasút bővítése is elősegítette . Az 1870-es években a gyapot kereskedelmét kávé egészítette ki, és a kikötő a brazil kávé behozatalának jelentős központjává vált. A mobil kikötő a huszadik század elején tovább modernizálódott és bővült. 1922-ben létrehozták az Alabama Állami Dokkbizottságot, amely felhatalmazást kapott rakpartok, mólók, dokkok, gabonafelvonók, raktárak és egyéb terminálok, építmények és létesítmények építésére, üzemeltetésére és karbantartására. A Mobile hajóépítő ipara létfontosságú szerepet játszott az ország háborús erőfeszítéseiben az első és a második világháborúban egyaránt .
Mobile megye tengerparti elhelyezkedése azt jelenti, hogy gazdasága és polgárai nagyon ki vannak téve a viharoknak. A megyét 1969-ben súlyos csapás érte a Camille hurrikán, 250 emberéletet és 1,5 milliárd dollár értékű vagyont veszítettek. Tíz évvel később a megye további egymilliárd dollárnyi vagyont veszített a Frederic hurrikán miatt. A 2004-es Ivan és a 2006-os Katrina hurrikán további jelentős veszteségekkel hagyta el a megyét. E katasztrófák ellenére Mobile megye gazdasága és az állam egésze továbbra is profitált a Mobilkikötő tevékenységéből. 1999-ben a kikötő a 14. legnagyobb volt az országban teljes űrtartalmát tekintve, több mint 118 000 munkahelyet biztosítva, és a becsült gazdasági hatása országszerte több mint 3 milliárd dollár.
Mobile megye gazdasága az 1970-es években lendületet kapott, amikor olaj- és gázkészleteket fedeztek fel a környező Öböl-part vizeiben . A Mobile a gyártás központjává is vált, és vegyi anyagokat, acélt, cellulóz- és papírtermékeket, bútorokat, műselyemtermékeket és ruházati termékeket gyárt. A megye fémtermelése 2010-ben nőtt, amikor a német ThyssenKrupp acélipari vállalat (jelenleg az AM/NS Calvert tulajdonában ) üzemet létesített Mount Vernonban , amely Mobile városától 35 mérföldre északra található. Ez az üzem 1500 hektáron fekszik, és körülbelül 1500 dolgozót foglalkoztat.

## Foglalkoztatás
A 2020-as népszámlálási becslések szerint a Mobile megye munkaerő a következő ipari kategóriák között oszlik meg:
```
Oktatási szolgáltatások, valamint egészségügyi és szociális segélyek (23,0 százalék)
Feldolgozóipar (12,3 százalék)
Kiskereskedelem (11,4 százalék)
Szakmai, tudományos, gazdálkodási, valamint adminisztratív és hulladékgazdálkodási szolgáltatások (9,7 százalék)
Művészetek, szórakoztatás, rekreáció, valamint szállás- és étkezési szolgáltatások (9,5 százalék)
Építőipar (7,4 százalék)
Szállítás és raktározás, valamint közművek (6,0 százalék)
Pénzügy és biztosítás, valamint ingatlan, bérbeadás és lízing (5,7 százalék)
Egyéb szolgáltatások, kivéve a közigazgatást (5,4 százalék)
Közigazgatás (4,1 százalék)
Nagykereskedelem (2,8 százalék)
Információ (1,6 százalék)
Mezőgazdaság , erdőgazdálkodás , halászat és vadászat , valamint kitermelő (1,2 százalék)
```

## Oktatás
A Mobil Megyei Iskolarendszer jelenleg 115 iskolát felügyel. Mobile megyében található az Alabama Matematikai és Természettudományi Iskola is , amely Alabama egyetlen állami bentlakásos középiskolája haladók számára, valamint számos magániskola, amelyek közül sokat a Mobile Catholic Archdiocese üzemeltet. A Dél-Alabamai Egyetemet , a megye egyetlen jelentős állami felsőoktatási intézményét Alabama állam törvényhozó testülete hozta létre 1963 májusában. A megyében két vallási vonatkozású bölcsészettudományi főiskola is van: a Spring Hill College , az első katolikus főiskola Délen, amelyet 1830-ban alapítottak, és a University of Mobile , amelyet az Alabama szövetségi egyezmény és a szövetség alapította. A Coastal Alabama Community College felügyeli az Alabama Aviation Centert, egy olyan szakiskolát, amelyet a repülőgépipar támogatására hoztak létre , és amely a Mobile Aeroplexben található.

## Földrajz
Mobile megye az állam legszélső délnyugati sarkában található, teljes egészében a Coastal Plain fiziográfiai szakaszán belül , és 1644 négyzetmérföldet foglal magában, amely 1233 négyzetmérföldnyi földet és 410 négyzetmérföld vizet foglal magában. Északon Washington megye , keleten Mobile Bay, délen a Mexikói-öböl, nyugaton pedig Jackson, George és Greene megye Mississippiben határolja . Mobile County partjaitól három mérföldre, a Mobile Bay bejáratánál található a Dauphin-sziget , egy szubtrópusi Öböl-parti gátsziget, amely 14 mérföld hosszú és 1 mérföld széles a legszélesebb pontján. A szigeten körülbelül 1300 állandó lakos él. A Mobile fő közlekedési útvonalai a kelet-nyugati irányú I-10 és az észak-déli irányú I-65, valamint a 31-es, 43-as, 45-ös, 90-es és 98-as amerikai autópályák. Az I-165, az 1995-ben elkészült, 100 millió dolláros államközi kikötő összeköti az I-105-öt a belvárosban és a Mobile-t. Az öt nagy légitársaság által kiszolgált Mobile regionális repülőtér körülbelül 24 mérföldre található Mobile belvárosától. Az Amtrak személyszállító vasúti szolgáltatást nyújt Mobile és New Orleans, Atlanta és New York között.

## Események és látnivalók
A Mobile megye lakói és látogatói számos tevékenységet folytathatnak a szomszédos vízfelületeken. A Mobile Bay, a Mexikói-öböl és a környék folyói vitorlázást, szörfözést, kenuzást, kajakozást , horgászatot, vízisíelést, úszást és búvárkodást kínálnak. A Magnolia Grove -i Robert Trent Jones golfpálya Mobile-tól nyugatra, a 98-as főúton található. Mobile otthona a Mobile BayBearsnek is, amely a San Diego Padres baseballcsapat kisligás leányvállalata; a Dollar General Bowl, a szezon utáni egyetemi meccs a Conference USA és a MID-American Conference csapatai között; és a Senior Bowl, egy all-star játék, amelyen az ország legmagasabb rangú főiskolai idősei vesznek részt.
1704-ben a Mobilians ünnepelte Észak-Amerika első Mardi Gras-ját, amely a modern kori hatalmas fesztivállá és turisztikai attrakcióvá fejlődött. A William és Emily Hearin mobil karneváli múzeum dísztárgyak, úszók, művészeti és egyéb műtárgyak kiállításával ünnepli ezt az örökséget. A Mobile Bay környékén számos más fesztivál és turisztikai látványosság található, köztük az Azalea Trail, a Bayou La Batre-i flotta áldása, az alabamai mélytengeri halászrodeó, a Bellingrath Gardens , a Mobile Botanical Gardens , a USS Alabama és a Battleship Memorial Park , a Fort Condé , az Oakleigh AR Museum , a Richard'D House Historic . Temető és Magnólia temető , a Mobil Művészeti Múzeum , a Gulf Coast Exploreum Tudományos Központ, Fort Gaines és a Dauphin-sziget. A Mobil Orvosi Múzeum a régió orvostörténetét értelmezi. A városban található a Nemzeti Afroamerikai Levéltár is . A Mobile idegenforgalmi ágazata 2004-ben kiegészült egy Carnival Cruise vonal hozzáadásával, amely Mobile-ból indul ki. A körutazásokat 2011-ben pénzügyi okok miatt felfüggesztették, de 2016-ban újraindultak.